# Solo Dios
Solo Dios är en ort i Mexiko.   Den ligger i kommunen Simojovel och delstaten Chiapas, i den sydöstra delen av landet, 700 km öster om huvudstaden Mexico City. Solo Dios ligger 526 meter över havet och antalet invånare är 264.
Terrängen runt Solo Dios är varierad. Runt Solo Dios är det ganska tätbefolkat, med 104 invånare per kvadratkilometer. Närmaste större samhälle är Simojovel de Allende, 4,7 km sydost om Solo Dios. Omgivningarna runt Solo Dios är en mosaik av jordbruksmark och naturlig växtlighet.